# Budhgaon
Budhgaon es una ciudad censal situada en el distrito de Sangli en el estado de Maharashtra (India). Su población es de 14666 habitantes (2011). Se encuentra a 5 km de Sangli.

## Demografía
Según el censo de 2011 la población de Budhgaon era de 14666 habitantes, de los cuales 7526 eran hombres y 7140 eran mujeres. Budhgaon tiene una tasa media de alfabetización del 88%, superior a la media estatal del 82,34%: la alfabetización masculina es del 93,13%, y la alfabetización femenina del 82,68%.